# Алексеева, Алла Александровна
Алла Александровна Алексеева (род. 7 декабря 1934 года) — советская спортсменка (академическая гребля).

## Карьера
Чемпион Европы 1966 года в гонке четвёрок с распашным (вместе с Галиной Климовой, Аллой Кулешовой, Валерией Люляевой и Натальей Захаровой).
Окончила Московский государственный университет и после ухода из спорта работала редактором.